# Friesea handschini
Friesea handschini is een springstaartensoort uit de familie van de Neanuridae. De wetenschappelijke naam van de soort is voor het eerst geldig gepubliceerd in 1937 door Kseneman.